# Eorl den unge
Eorl den unge en fiktiv person i J.R.R. Tolkiens Ringenes Herre.
Eorl den unge kaldet ”den unge” som tilnavn. Var den første konge af Rohan, og søn af Léod. Han tæmmede den hest som havde dræbt hans far (Mandsbane) og kaldede den Fréalof. Han døde sammen med sin hest i slaget ved Wold (en kamp imellem Østerlingene og Rohans ryttere). Efter ham regerede hans søn Brego. Han blev kaldet ”den unge” fordi at han blev ved med at være rødmosset og lyshåret til sine dages ende. Levede fra 2485-2545 tredje alder.
1. ↑  Navnet er anført på engelsk og stammer fra Wikidata hvor navnet endnu ikke findes på dansk.